# Notropis nazas
Notropis nazas és una espècie de peix cipriniforme de la família dels ciprínids que es troba a Mèxic.